# Larinia mandlaensis
Larinia mandlaensis là một loài nhện trong họ Araneidae.
Loài này thuộc chi Larinia. Larinia mandlaensis được Pawan U. Gajbe miêu tả năm 2005.